# Corinne Cléry
Corinne Cléry (nascuda el 23 de març de 1950), també coneguda com a Corinne Piccolo, és una actriu francesa. És coneguda per les pel·lícules Moonraker (1979), Història d'O (1975), Autostop rosso sangue (1977) i Yor, the Hunter from the Future (1983).

## Primers anys i carrera
Cléry va néixer el 23 de març de 1950 vora París i va créixer a Saint-Germain-en-Laye. Va començar la seva carrera com a actor a finals dels anys seixanta amb el nom de Corinne Piccoli. La seva primera pel·lícula important va ser Les Poneyttes de Joël Le Moigne amb Johnny Hallyday i el DJ Hubert Wayaffe, amb qui es va casar al final del rodatge, amb 17 anys.
Cléry va guanyar protagonisme a la pel·lícula Història d'O (1975) (Histoire d'O). També va fer de model per a la portada de la revista francesa Lui, en què porta una enorme còpia de la novel·la sobre la qual es basa la pel·lícula.
Cléry també és coneguda per interpretar a la noia Bond Corinne Dufour, ajudant de l'antagonista Hugo Drax, a la pel·lícula Moonraker de James Bond del 1979. També va actuar amb la noia Bond Barbara Bach (que interpretava Anya Amasova a L'espia que em va estimar) i Richard Kiel (que va interpretar [al vilà Bond Jaws) a la pel·lícula L'umanoide (1979). Després de Moonraker, va aparèixer a nombroses pel·lícules en llengua italiana. També va protagonitzar les pel·lícules Sono Stato un Agente C.I.A., Autostop rosso sangue amb l'actor David Hess, Bluff - storia di truffe e di imbroglioni de Sergio Corbucci amb Adriano Celentano i Anthony Quinn, i la pel·lícula de ciència-ficció Yor, the Hunter from the Future.
Cléry es va convertir en company de casa a la segona temporada de Grande Fratello VIP, l'adaptació italiana de Celebrity Big Brother.

## Filmografia
| Any  | Títol                                     | Paper                | Notes |
| ---- | ----------------------------------------- | -------------------- | ----- |
| 1967 | Les Poneyttes                             | Poneytte aka Corinne |       |
| 1975 | Història d'O                              | O                    |       |
| 1976 | Bluff - storia di truffe e di imbroglioni | Charlotte            |       |
| 1976 | Il sergente Rompiglioni                   | Filla del coronel    |       |
| 1976 | Sturmtruppen                              | La donna             |       |
| 1976 | Natale in casa d'appuntamento             | Senine               |       |
| 1976 | E tanta paura                             | Jeanne               |       |
| 1977 | Tre tigri contro tre tigri                | The Nanny            |       |
| 1977 | Autostop rosso sangue                     | Eve Mancini          |       |
| 1977 | Kleinhoff Hotel                           | Pascale Rota         |       |
| 1978 | Sono Stato un Agente C.I.A.               | Anne Florio          |       |
| 1979 | L'umanoide                                | Barbara Gibson       |       |
| 1979 | Moonraker                                 | Corinne Dufour       |       |
| 1979 | I viaggiatori della sera                  | Ortensia             |       |
| 1980 | Eroina (Tunnel)                           | Pina                 |       |
| 1980 | Odio le bionde                            | Angelica             |       |
| 1981 | Last Harem                                | Sara                 |       |
| 1983 | Yor, the Hunter from the Future           | Ka-Laa               |       |
| 1984 | Giochi d'estate                           | Lisa Donelli         |       |
| 1986 | Yuppies - I giovani di successo           | Francesca            |       |
| 1986 | Il miele del diavolo                      | Carol Simpson        |       |
| 1986 | Via Montenapoleone                        | Chiara               |       |
| 1988 | La partita                                | Jacqueline           |       |
| 1988 | Rimini Rimini - Un anno dopo              | Carla Formigoni      |       |
| 1990 | Occhio alla perestrojka                   | Angela Bonetti       |       |
| 1990 | Vacanze di Natale '90                     | Alessandra           |       |
| 1991 | L'avvoltoio può attendere                 | Alexandra            |       |
| 1991 | Forever                                   | Julia                |       |
| 1991 | 28° minuto                                | Paola                |       |
| 1992 | Non chiamarmi Omar                        | Luisa Tavoni         |       |
| 1994 | Donna di cuori                            | Vania                |       |
| 1995 | Le Roi de Paris                           | Betty Favart         |       |
| 1995 | A Dio piacendo                            | Valeria              |       |
| 2000 | Alex l'ariete                             | Ernestina            |       |
| 2001 | Prigionieri di un incubo                  |                      |       |
| 2002 | Il diario di Matilde Manzoni              |                      |       |
| 2007 | Il peso dell'aria                         | Anna                 |       |
| 2016 | Attesa e cambiamenti                      |                      |       |
| 2018 | Beyond the Mist                           | Rosa Carlini         |       |